# Bergosa
Bergosa es una localidad despoblada española perteneciente al municipio de Jaca, en la comarca de la Jacetania, provincia de Huesca, Aragón. Forma parte de la Garcipollera.

## Geografía
Se ubica en la margen izquierda del río Ijuez, en el valle de la Garcipollera, a unos 2 kilómetros de Castiello de Jaca.

## Historia
Según Agustín Ubieto, la primera cita del lugar es de 948 o 962, recogida en la obra de su hermano, Antonio Ubieto, Cartulario de San Juan de la Peña, II,  en Textos Medievales, 6 (Valencia, 1963) y documenta las variantes Bergossa, Bergosi, Bergasa, Uergosa, Uergossa y Bergosa.
En los 1966, el lugar fue expropiado, como en resto de la Garcipollera, con objeto de realizar una importante reforestación de coníferas en sus laderas como medida de retención de la erosión remontante debido a la construcción del embalse de Yesa.
Aunque la razón principal de su abandono en el 1966 fue debido a la ubicación de la población que dificultaba su acceso y la vida en él.

## Patrimonio

### Patrimonio religioso

#### Iglesia de San Saturnino

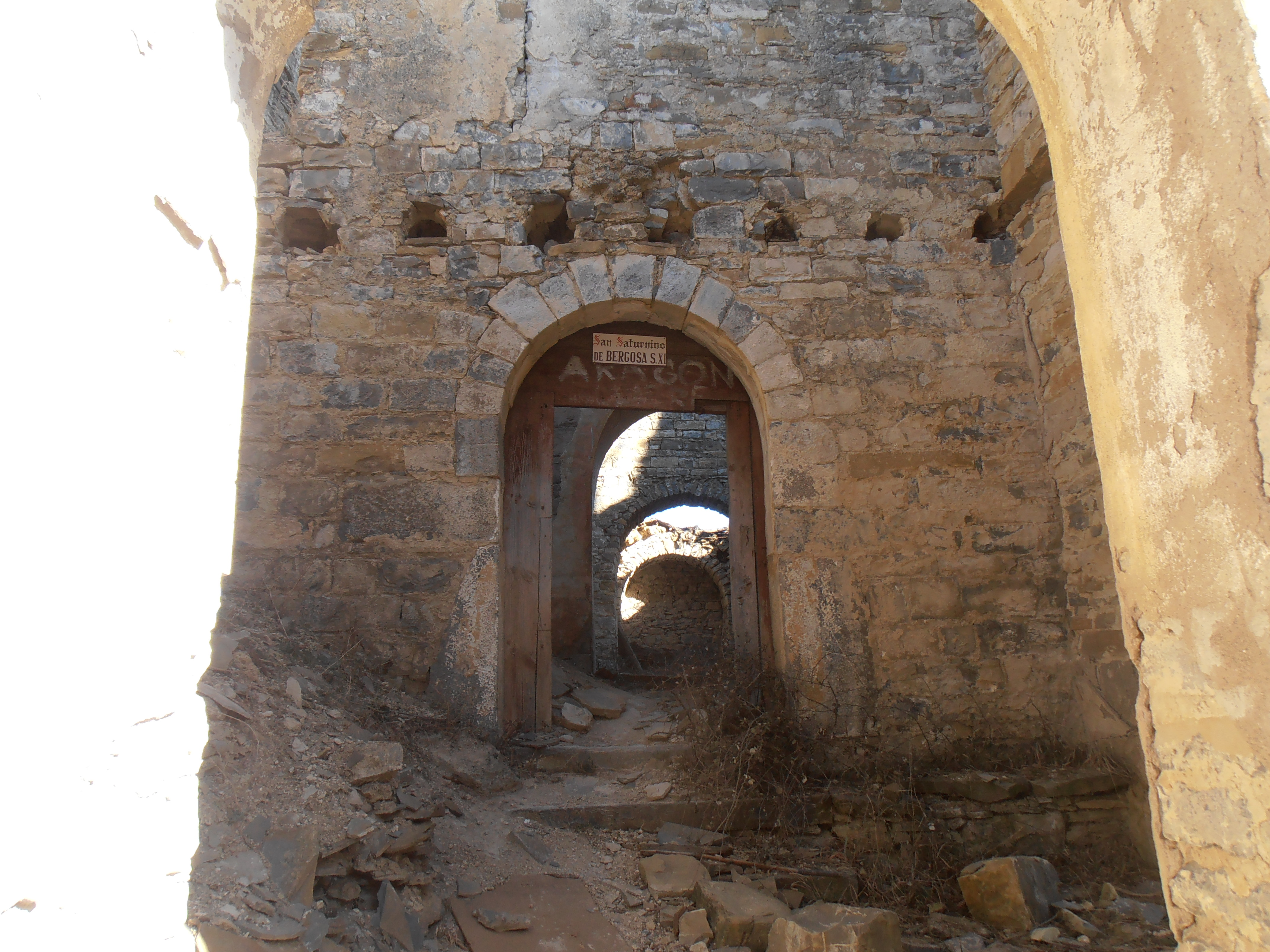
Entrada de acceso a la iglesia de San Saturnino, en estado total de abandono.

Se trata de una iglesia de origen románico datada por algunos expertos en la primera mitad del siglo XII se trataba en origen de un templo de una sola nave orientada al este que finalizaba en un ábside semicircular pero que posteriormente sufrió una intensa actividad de reforma entre los siglos XVI y XVIII, que le añadieron las capillas laterales y su torre de planta cuadrada en la cara sur en un principio mientras que otras reformas posteriores le añadieron un pórtico en el lado sur y otra nave. 
En el lado suroeste del templo se encontraron varios arcosolios vacíos cerca de la entrada, que se encuentra bajo un arco de medio punto dovelado.
De todo el templo la parte que se encuentra mejor conservada es el ábside románico original, cubierto con una bóveda de horno precedida por un presbiterio que conserva su abovedamiento en medio cañón al igual que también se mantiene el tejado de losa sobre un alero sencillo con canalejas, mientras que la nave tuvo cubierta de madera a dos aguas.
El único elemento decorativo conservado del conjunto es una imposta biselada en nacela que recorre tanto el ábside, centrado por una ventanita de medio punto de doble derrame, como el presbiterio. Los muros conservan restos de pintura mural de santos y tracería muy tardía.

### Patrimonio civil

#### Fraginal de Iguácel

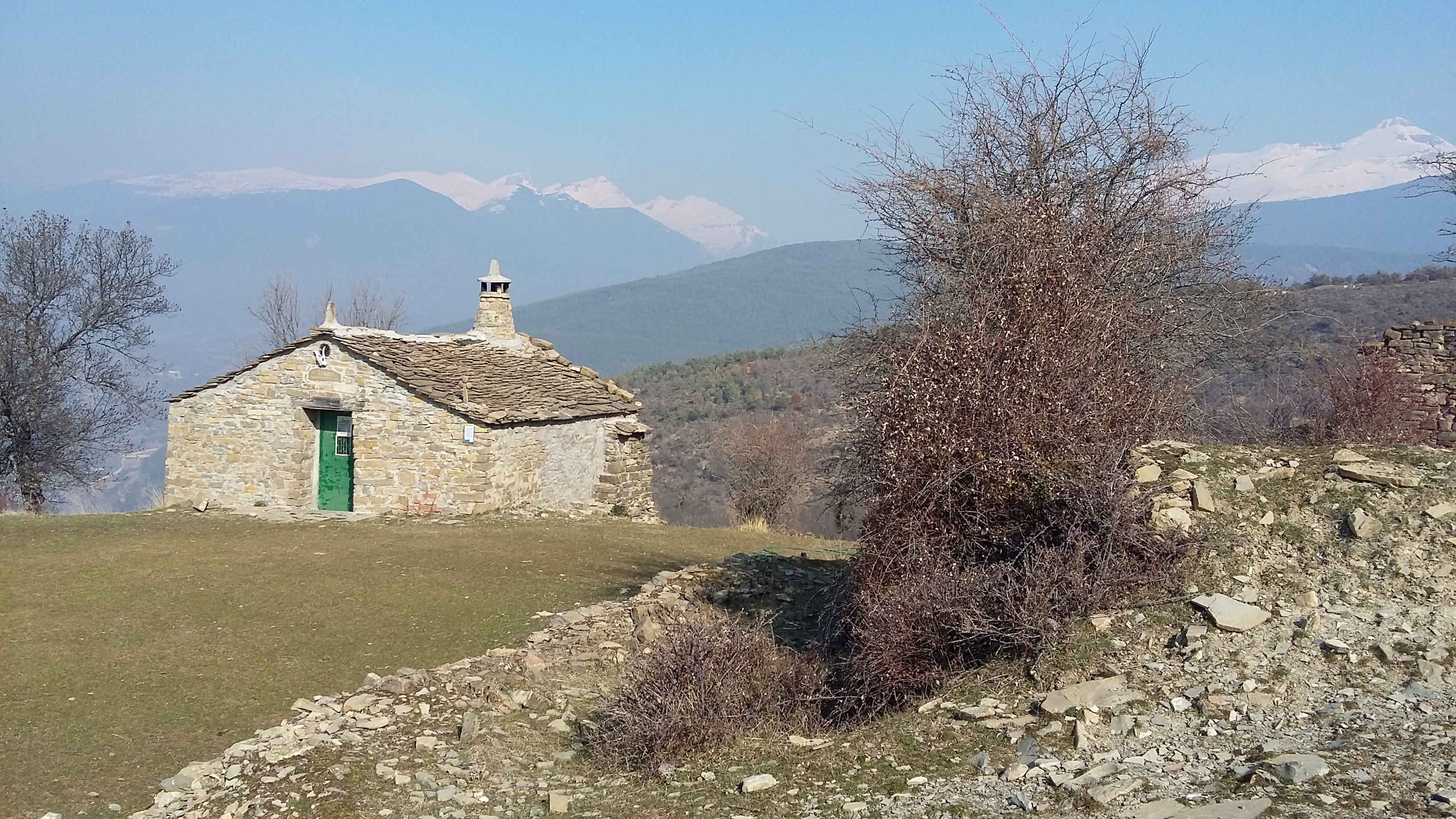
Vista del Fraginal de Iguacel

Se trata de una borda reconstruida en 2007 por la Asociación de Amigos de Bergosa en mampostería de piedra y con tejado de losa a dos aguas en el que se observa una chimenea troncocónica. Consta de una sola planta pero de distinta altura ya que en la parte posterior esta aumenta para salvar la irregularidad del terreno.
La puerta de acceso se encuentra en el hastial, es estrecha y con dintel de madera sobre el que se ha colocado una inscripción que indica el nombre y año de reconstrucción. A ambos lados de la puerta se extienden unos bancos construidos en piedra y cemento que abarcan toda la anchura de la fachada.
Desde el año 1998 en esta borda los antiguos vecinos realizan un almuerzo el día de San Saturnino, festividad de la población, en la cual se dedican al mantenimiento de los restos del pueblo.

## Demografía

### Localidad
Datos demográficos de la localidad de Bergosa desde 1900:
| 60              | 51 | 59 | 59 | 51 | 36 | 31 | -- |
| (Fuente: IAEST) |    |    |    |    |    |    |    |

- Datos referidos a la población de derecho.

## Galería

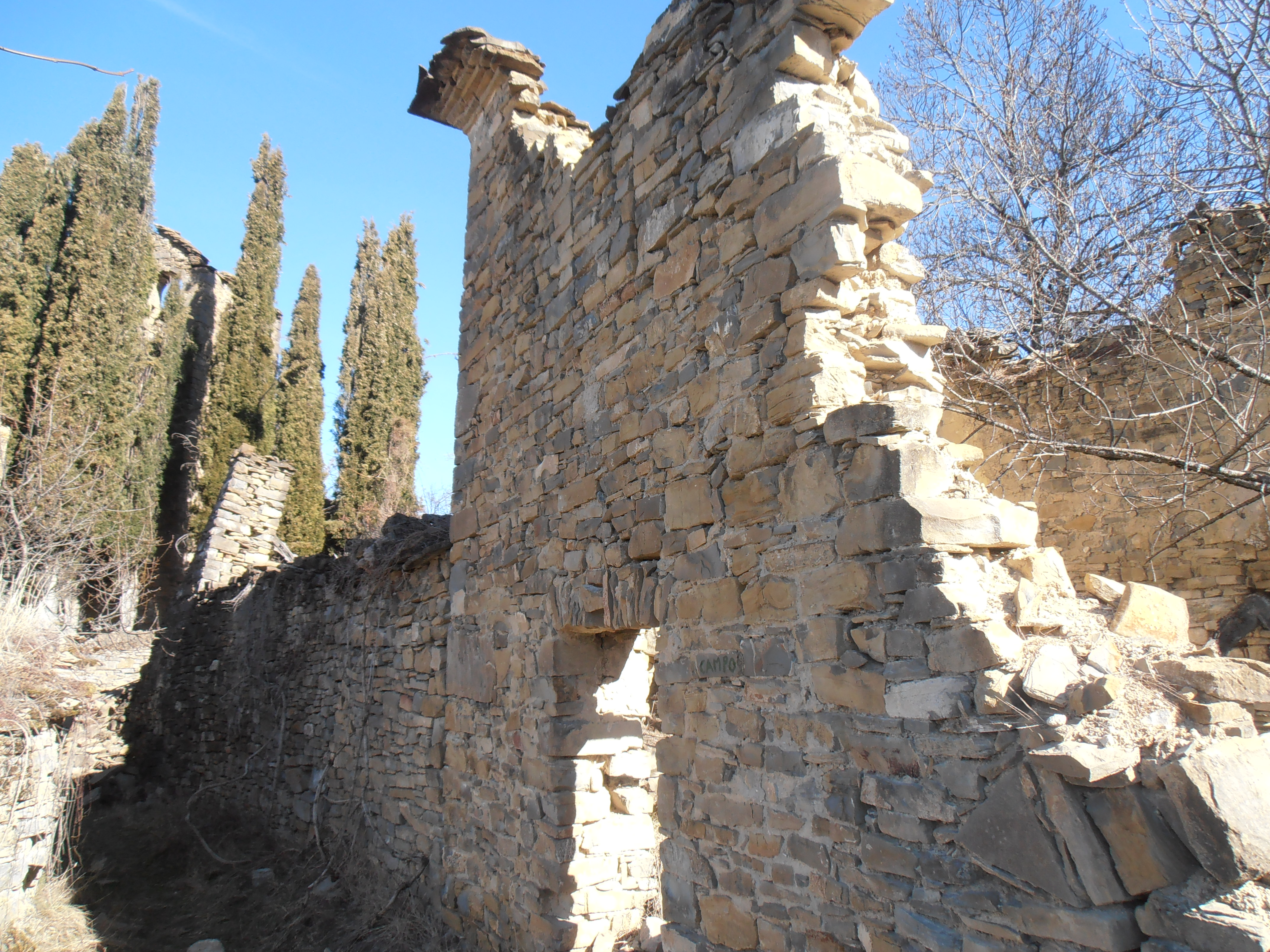
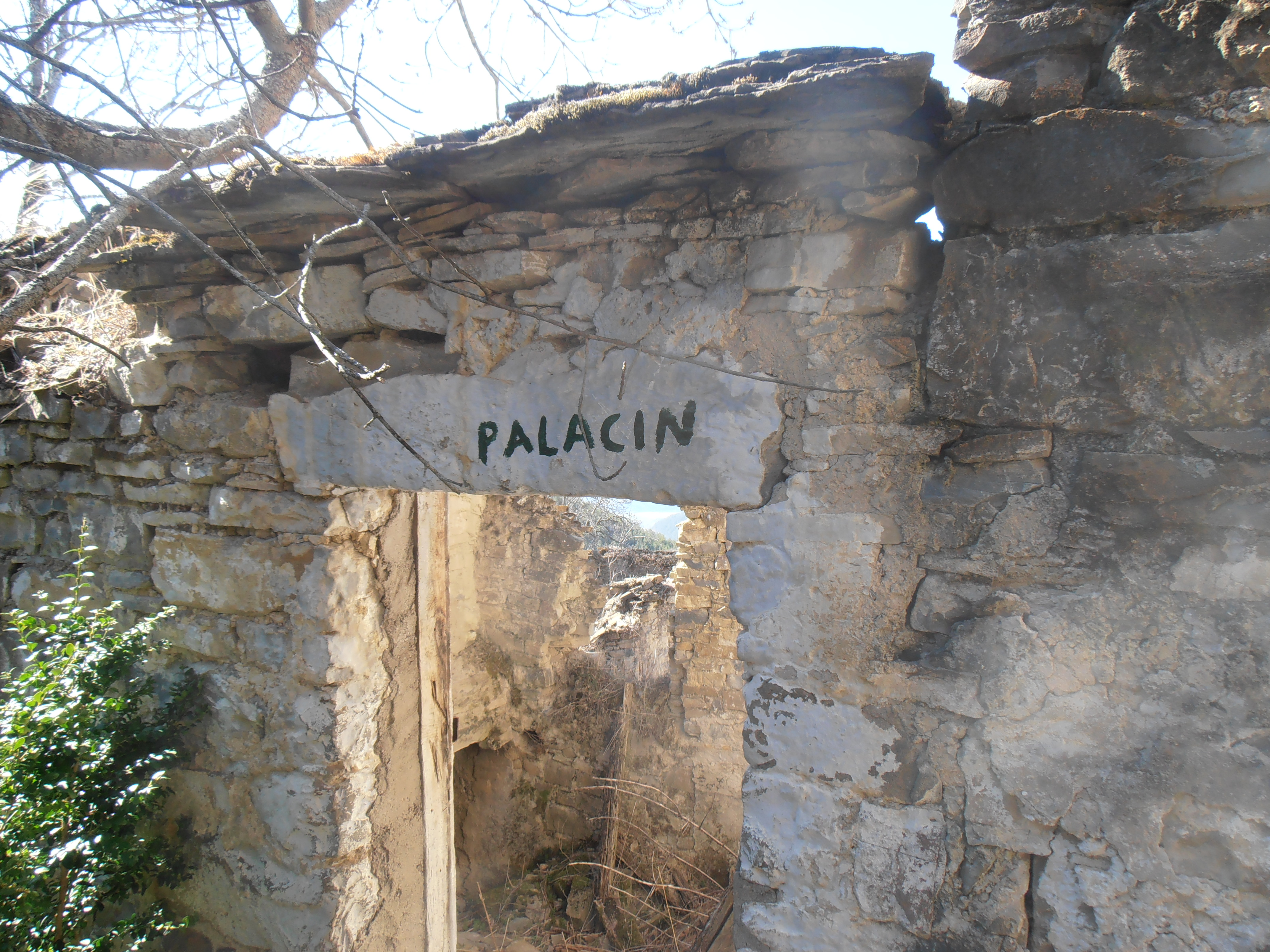
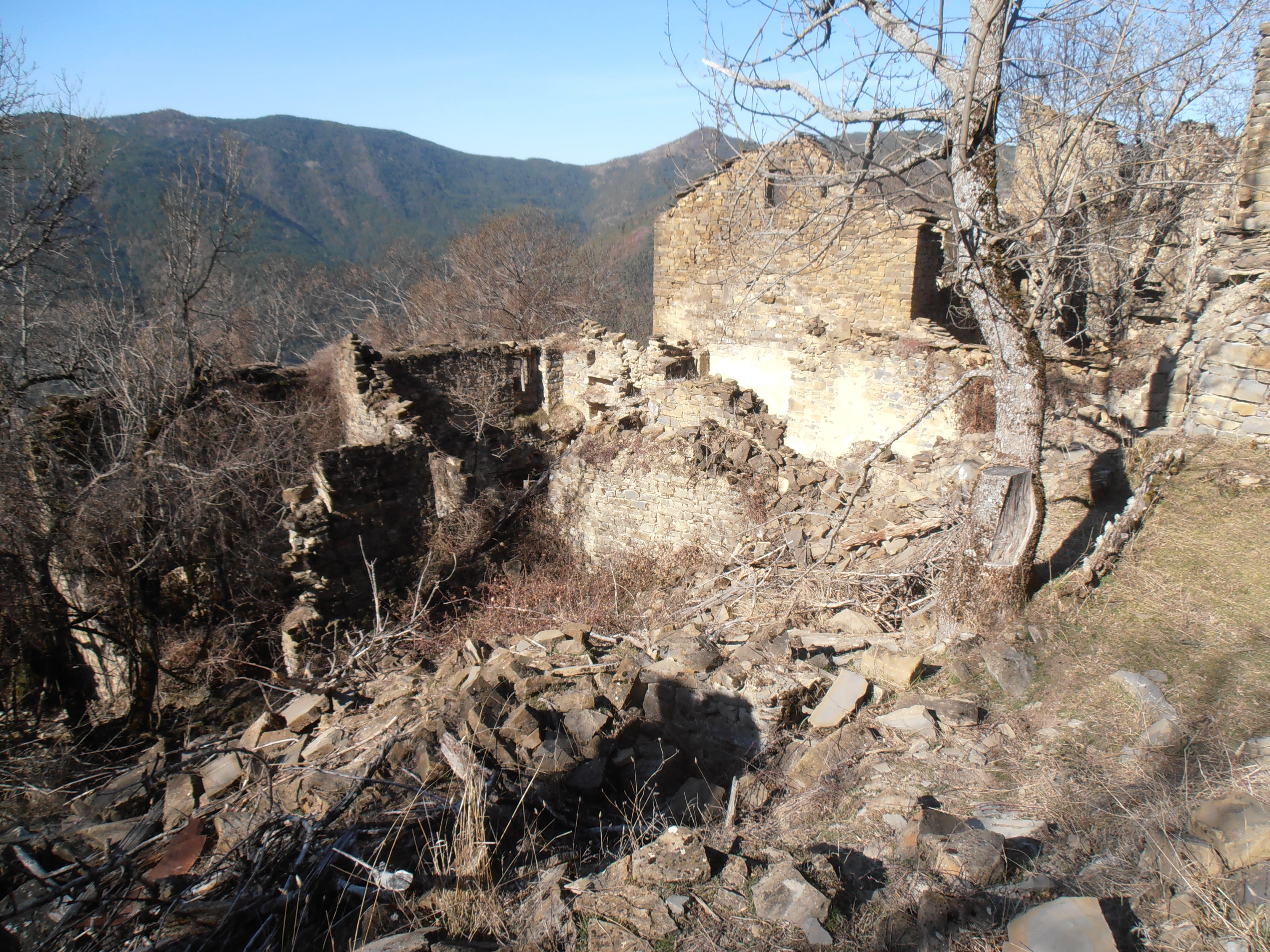
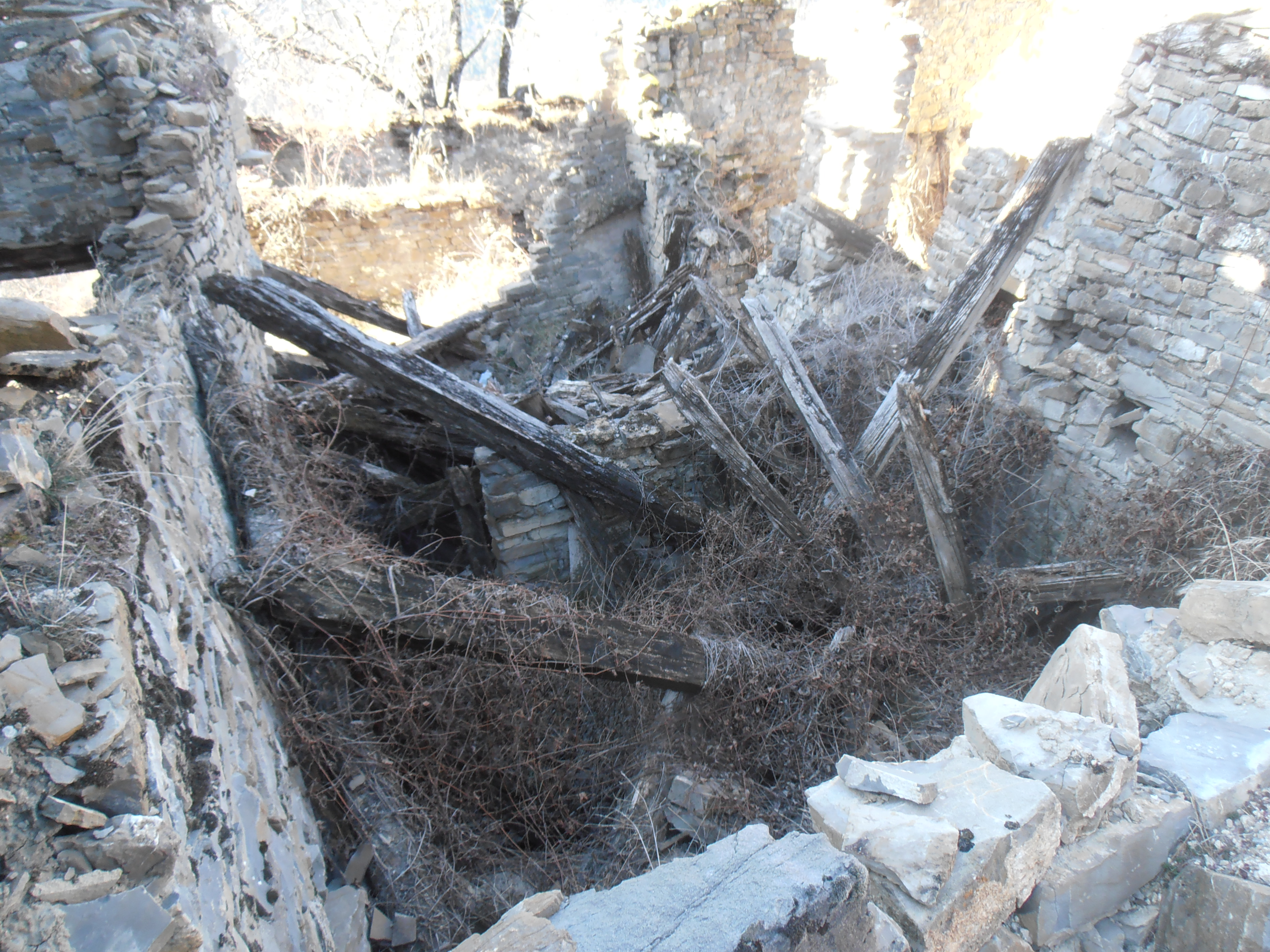
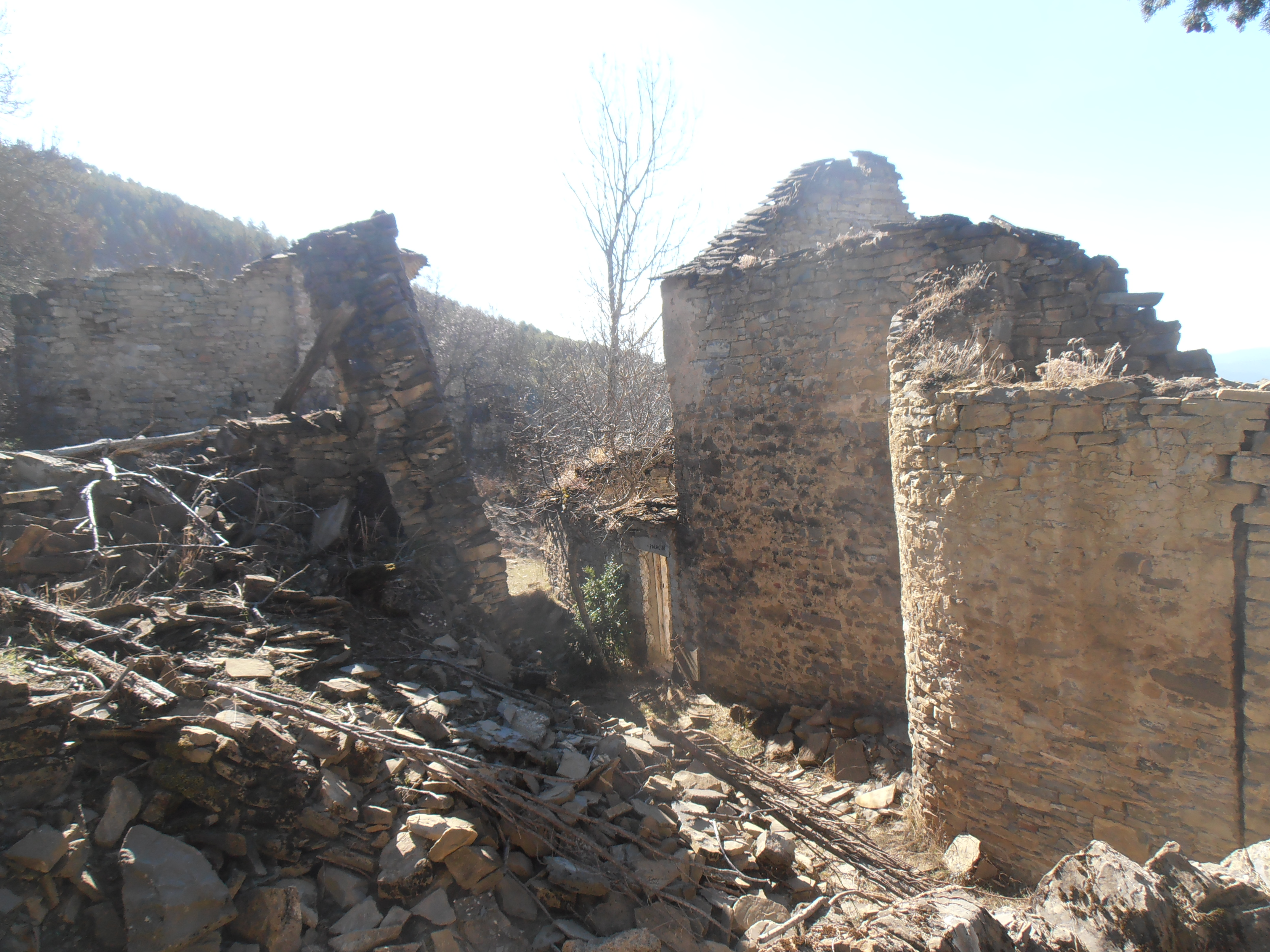

### Antiguo municipio
Datos demográficos del municipio de Bergosa desde 1842:
| 87            | -- | -- | -- | -- | -- | -- | -- |
| (Fuente: INE) |    |    |    |    |    |    |    |

- En el censo de 1842 se denominaba Bergosa y Mesón del Señor.
- Entre el censo de 1857 y el anterior, este municipio desaparece porque se integra en el municipio de Bescós de Garcipollera.
- Datos referidos a la población de derecho, excepto en los censos de 1857 y 1860 que se refieren a la población de hecho.

## Fiestas locales
- 29 de noviembre, San Saturnino.